# Интерлеукин 17
Интерлеукин 17 (ИЛ-17, или ИЛ-17A) је оснивачки члан групе цитокина познатих као ИЛ-17 фамилија. ИЛ-17A, је оригинално (1993. године) идентификован као транскрипт из глодарских T-ћелијских хибридома. Он је познат као ЦТЛА8 код глодара. ИЛ-17 је високо хомологан са ИЛ-17 кодираним са отворено читајућим оквиром T лимфотропног рхадиновируса Herpesvirus saimiri. ИЛ-17 дејствује путем везивања за тип I рецептор на ћелијској површини са именом ИЛ-17Р. Постоје три варијанте ИЛ17РA, ИЛ17РБ, и ИЛ17RЦ.

## Чланови ИЛ-17 фамилије
Поред ИЛ-17A, чланови ИЛ-17 фамилије су ИЛ-17Б, ИЛ-17Ц, ИЛ-17Д, ИЛ-17E (који се још зове ИЛ-25), и ИЛ-17Ф. Сви чланови ИЛ-17 фамилије имају сличну протеинску структуру, са четири високо презервисана цистеинска остатка који су критични за њихов 3-димензионални облик, мада они немају сличне секвенце са било којим другим цитокином. Филогенетичка анализа је установила да међу члановима ИЛ-17 фамилије, ИЛ-17Ф изоформе 1 и 2 (МЛ-1) имају највиши степен хомологије са ИЛ-17A (делећи 55 и 40% аминокиселинског идентитета са ИЛ-17A респективно), њих следе ИЛ-17Б (29%), ИЛ-17Д (25%), ИЛ-17Ц (23%), и ИЛ-17E (17%). Ови цитокини су високо конзервирани код сисара, са чак 62–88% аминокиселина конзервираних између људског и мишјег хомолога.

## Функције ИЛ-17 фамилије
Бројне имуно регулаторне функције су објављене за цитокине ИЛ-17 фамилије, што је последица њихове способности да индукују многе имуне сигналне молекуле. Најзначајнијих ИЛ-17 улога је његово учешће у подстицању и посредовању проинфламаторни одговора. ИЛ-17 је често повезан са алергијским реакцијама. ИЛ-17 изазива производњу многих других цитокина (као што су ИЛ-6, Г-ЦСФ, ГМ-ЦСФ, ИЛ-1β, ТГФ-β, ТНФ-α), хемокинa (укључујући ИЛ-8, ГРО-α, и МЦП-1), и простагландинa (нпр. ПГЕ2) из многих ћелијских типова (фибробласта, ендотелијалних ћелије, епителијалних ћелија, кератиноцита, и макрофага). Ослобађање цитокина изазива многе функције, као што је ремоделовање ваздушних канала, који је карактеристика ИЛ-17 одзива. Повећана експресија хемокина привлачи друге ћелије укључујући неутрофиле, али не еосинофиле. ИЛ-17 функција је исто есенцијална за подскуп ЦД4+ T-ћелија званих T помоћне 17 (Tх17) ћелије. Као резултат овиквог профиле, ИЛ-17 фамилија је била везана за многе имуне/аутоимуне болести укључујући реуматоидни артритис, астма, лупус, алографт одбацивање и антитуморски имунитет.

## Генетска експресија ИЛ-17 фамилије
Ген за људски ИЛ-17 садржи 1874 базних парова, и био је клониран из CD4+ T ћелија. Сваки члан ИЛ-17 фамилије има посебан образац ћелијске експресије. Изражавање ИЛ-17A и ИЛ-17F гена изгледа да је ограничено на малу групу активираних T ћелија, и повећано је у току инфламације. ИЛ-17B је изражен у периферним ткивима и имуним ткивима. ИЛ-17Ц је такође високо изражен под инфламаторним условима, док је у нормалним околностима минимално присутан. ИЛ-17Д је високо изражен у нервном систему и скелеталним мишићима, и ИЛ-17E се налази у ниским нивоима у различитим периферним ткивима.

## Регулација ИЛ-17 експресије
Значајан прогрес је направљен у разумевању ИЛ-17 регулације. Један од првих корака је било откриће да је ИЛ-17 продукција зависна од ИЛ-23. Након тога је демонстрирано да су СТАТ3 и НФ-κБ сигнални путеви неопходни за ИЛ-23-посредовану ИЛ-17 продукцију. Сагласно са овим налазима, установљено је да још један молекул, СОЦС3, игра важну улогу у ИЛ-17 продукцији. У одсуству СОЦС3, ИЛ-23-индуцирана СТАТ3 фосфорилација је повећана, и фосфорисани СТАТ3 се везује за промотор регионе оба ИЛ-17A и ИЛ-17Ф повећавајући њихову генску активност. У контрасту с тим, неки научници тврде да је ИЛ-17 индукција независна од ИЛ-23. Неколико група су идентификовале начине да индукују ИЛ-17 продукцију ин витро и ин виво помоћу цитокина ТГФ-β и ИЛ-6, без потребе за ИЛ-23. Мада ИЛ-23 није неопходан за ИЛ-17 изражавање у овој ситуацији, ИЛ-23 може да игра улогу у промовисању опстанка и/или пролиферације T-ћелија које производе ИЛ-17. Недавно је установљено да тимус специфични нуклеарни рецептор, ROR-γ, усмерава диференцијацију Тх17 ћелија.

## Протеинска структура ИЛ-17 фамилије
ИЛ-17(A) је протеин са 155-аминокиселина. Он је дисулфидno-везан, хомодимерни, секретивни гликопротеин са молекулском масом од 35 . Свака јединица хомодимера има масу од апроксимално 15-20 . ИЛ-17 структура се састоји од сигналног пептида sa 23 aminokiseline (ак), чему следи 123-ак регион карактеристичан за ИЛ-17 фамилију. Једно N-везано место гликозилације на протеину је прво идентификовано након пречишћавања протеина. Поређење различитих чланова ИЛ-17 фамилије је указало на четири конзервирана цистеина који формирају два дисулфидна моста. ИЛ-17 је јединствен по томе што нема сличности са другим интерлеукинимс. Штавише, ИЛ-17 није сличан ниједном другом познатом протеину или структурном домену.
ИЛ-17Ф кристална структура, која је 50% хомологна са ИЛ-17A, поседује структурну сличност са 'цистеински-чвор' фамилијом протеина у коју спадају неутротрофини. Цистеински чвор пресавијање је карактерисано са два сета упарених β-струка стабилизованих са три дисулфидне интеракције. Међутим, у контрасту са другим цистеински-чвор протеинима ИЛ-17Ф нема трећи дисулфидни мост. Уместо тога серин замењује цистеин. Ова јединствена особина је конзервирана код других чланова ИЛ-17 фамилије. ИЛ-17Ф се такође димеризује на начин сличан нервном фактору раста (НГФ) и другим неутротрофинима.

## Дистрибуција и сигнализирање ИЛ-17 рецепторске фамилије
ИЛ-17 рецепторска фамилија се састоји од пет, широко дистрибуираних рецептора који су специфични за индивидуалне лиганде. У овој фамилији рецептора, ИЛ-17Р је најбоље описан. ИЛ-17Р везује оба ИЛ-17A и ИЛ-17Ф, и он је изражен у више ткива: васкуларне ендотелијске ћелије, периферне T ћелије, B ћелијске лозе, фибробласт, плућа, мијело-моноцитне ћелије, и стромалне ћелије коштане сржи.
ИЛ-17РБ, везује ИЛ-17Б и ИЛ-17E. Он је изражен у бубрезима, панкреасу, јетри, мозгу, и цревима. ИЛ-17РЦ је изражен у простати, хрскавици, бубрезима, јетри, срцу и мишићима. Његов ген подлеже алтернативном сплајсовању и производи растворни рецептор, у додатку облику рецептора везаном за ћелијску мембрану. У сличном маниру, ИЛ-17РД ген може подлећи алтернативном сплајсовању да произведе растворни рецептор. Ова особина можда омогућава овим рецепторима да инхибирају стимулаторне ефекте њихових још-недефинисаних лиганда. Најмање описан од ових рецептора је ИЛ-17РE, за који се зна да је изражен у панкреасу, мозгу, и простати.
Трансдукција сигнала овим рецепторима је разноврсна колико и њихова дистрибуција. Транскрипциони фактори као што су ТРАФ6, ЈНК, Ерк1/2, п38, АП-1 и НФ-κБ су били имплицирани у ИЛ-17 посредовану сигнализацију у стимулационо-зависном, ткивно-специфичном маниру. Други сигнални механизми су били предложени, али је више рада потребно да би потпуније истражили сигнални путеви које ови рецептори користе.